# Като Агиос Йоанис
 Тази статия е за селото в дем Катерини.  За селото в дем Пидна-Колиндрос вижте Аянис.  
Като Агиос Йоанис (на гръцки: Κάτω Άγιος Ιωάννης) е село в Северна Гърция, в дем Катерини, област Централна Македония. Селото е известно сред местното население и с името Αγιάννης, Аянис или Αγιάννηδες, Аянидес.

## География
Като Агиос Йоанис е разположено на 60 m надморска височина, на около 7 километра северно от град Катерини в Пиерийската равнина.

## История

### В Османската империя
Александър Синве („Les Grecs de l’Empire Ottoman. Etude Statistique et Ethnographique“) в 1878 година пише, че в Аяни (Ayani), Китроска епархия, живеят 300 гърци.
Васил Кънчов („Македония. Етнография и статистика“) в 1900 година отбелязва две селища в Берска каза - Голѣмо Аги Яни (Меле) с 2260 жители гърци християни и Мало Аги Яни (Устеджи Баля Айлаги) с 835 жители гърци християни. Секретарят на Българската екзархия Димитър Мишев („La Macédoine et sa Population Chrétienne“) в 1905 година споменава същите две селища в Берска кааза - Големо Аш Яни или Меле (Golemo-Ach-Yani, Mélé) с 2260 жители гърци и Малко Аш Яни, Устенджи, Балия Айлаш (Malko-Ach-Yani, Oustendji Balia-Ailach) с 835 жители гърци.

### В Гърция
През октомври 1912 година, по време на Балканската война, в селото влизат гръцки части и след Междусъюзническата война в 1913 година селото остава в Гърция. Според преброяването от 1913 година Аянис има 289 жители. В 1928 година селото е дадено като смесено местно-бежанско селище с 56 бежански семейства и 203 жители бежанци. Селото е преброено заедно с жителите на околните бежански селища. В 1940 година вече е регистрирано отделно и е наречено Агиос Йоанис Гигенон (Άγιος Ιωάννης Γηγενών), тоест Агиос Йоанис на местните жители.
През 50-те години е преименувано на Като Агиос Йоанис, тоест Долно Агиос Йоанис и към него е присъединено рзположеното на няколкостотин метра източно Агиос Йоанис Просфигон ек Вулгарияс (Агиос Йоанис на бежанците от България), преименувано в 1951 година на Неос Пиргос. Агиос Йоанис Просфигон ек Вулгарияс е основано в 1924 година от бежанци от Бургаско, България. В 1928 година е броено към Агиос Йоанис, докато в 1940 и 1951 година се води отделно селище съответно с 360 и 368 жители.
Населението традиционно произвежда тютюн, жито и други земеделски продукти, като се занимава и с лозарство и краварство.
| Година    | 1913 | 1920 | 1928 | 1940 | 1951 | 1961 | 1971 | 1981 | 1991 | 2001 | 2011 | 2021 |
| --------- | ---- | ---- | ---- | ---- | ---- | ---- | ---- | ---- | ---- | ---- | ---- | ---- |
| Население | 289  | 591  | 834  | 488  | 465  | 823  | 651  | 688  | 678  | 702  | 603  | 486  |